# Pol (Spagna)
Pol è un comune spagnolo di 2 058 abitanti situato nella comunità autonoma della Galizia.